# Noordeinde (Den Haag)
Het Noordeinde is een straat in het oude centrum van Den Haag. De straat is het verlengde van de Hoogstraat, waar hij begint bij de Heulstraat, en loopt tot aan de Hogewal. In het verlengde ligt daar de Zeestraat.

## Geschiedenis
Het gebied wordt waarschijnlijk genoemd in een akte uit 1370. Al in de tijd van de Graven van Holland voerde de weg van het Binnenhof naar Scheveningen en Delft over het Noordeinde. Men verliet het Buitenhof bij de Gevangenpoort, stak de Plaats over en sloeg dan rechtsaf naar Scheveningen of linksaf via de Hoogstraat naar Delft.

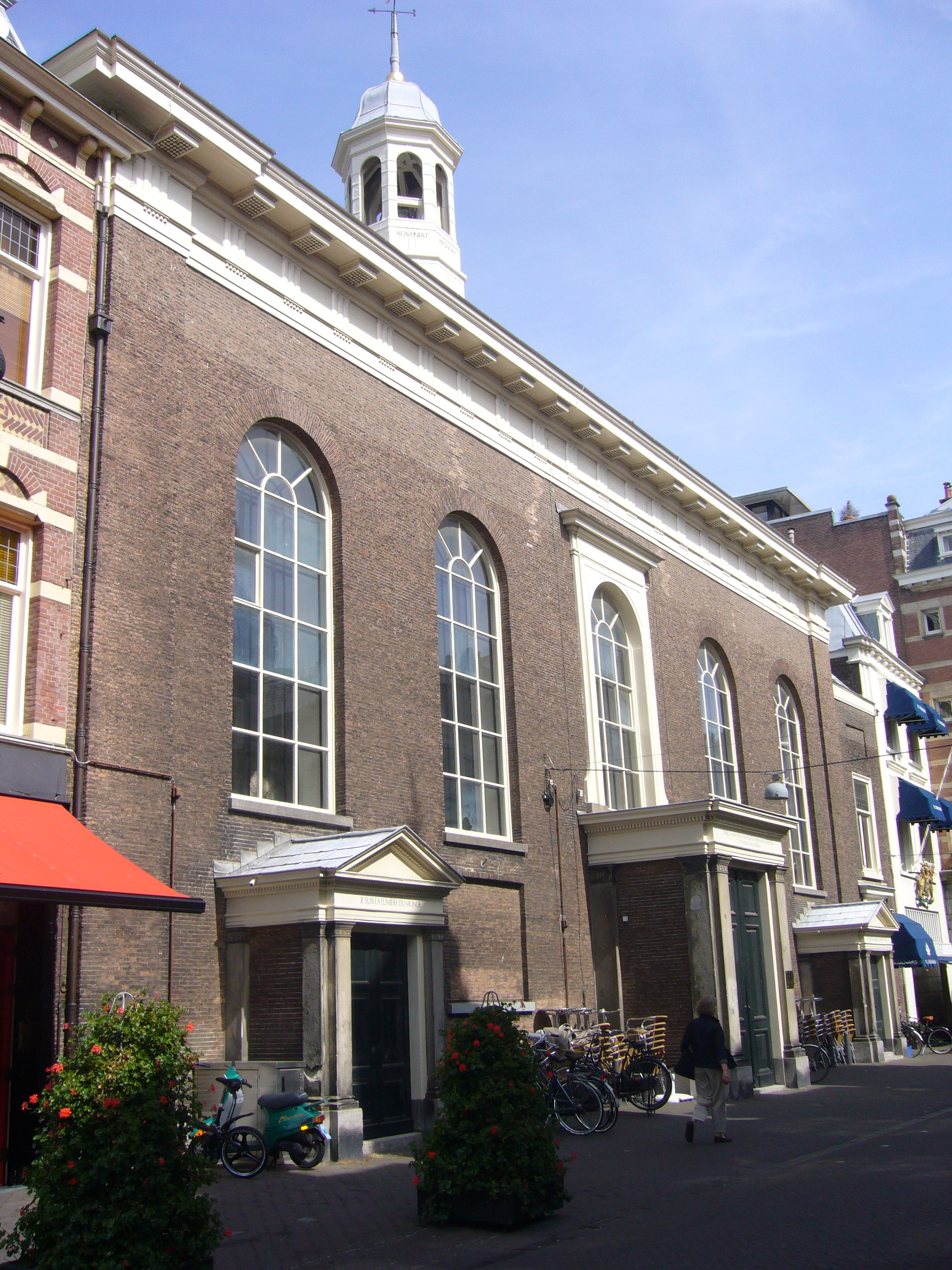
De Waalse kerk

Wie naar Scheveningen ging, moest aan het einde van het Noordeinde door de veerman over de singel gezet worden. Dat stukje heet nog steeds het Scheveningse Veer. Later kwamen er een stadspoort en een brug.
Reizigers die te paard van het Binnenhof naar Delft gingen, sloegen na de Plaats linksaf, en liepen door de Hoogstraat langs herberg 't Goude Hooft en de markten de stad uit.
Het Noordeinde was een drukke straat waar ambachtslieden woonden die voor het hof werkten. De kleine huisjes waar zij woonden werden later gesloopt en vervangen door grotere panden. In 1533 verrees er een groot huis, gebouwd door grafelijk ambtenaar Willem Goudt. Ruim een eeuw later werd dit pand grootscheeps verbouwd door stadhouder Frederik Hendrik, naar ontwerp van de belangrijkste architecten van die tijd, Jacob van Campen en Pieter Post. Het is tegenwoordig bekend als Paleis Noordeinde. Naast het paleis staat Noordeinde 66, het voormalige woonhuis van prins Willem-Alexander. Daartegenover staat de Waalse kerk, een geschenk van Lodewijk Napoleon.
In 1845 liet koning Willem II voor het paleis een ruiterstandbeeld van Willem van Oranje, Vader des Vaderlands, plaatsen, gemaakt door zijn in Parijs wonende vriend Alfred Emilien, graaf van Nieuwerkerke. In 1848 bouwde hij een grote galerij tegenover het paleis, in dezelfde neogotische stijl als de stallen aan de Nassaulaan.

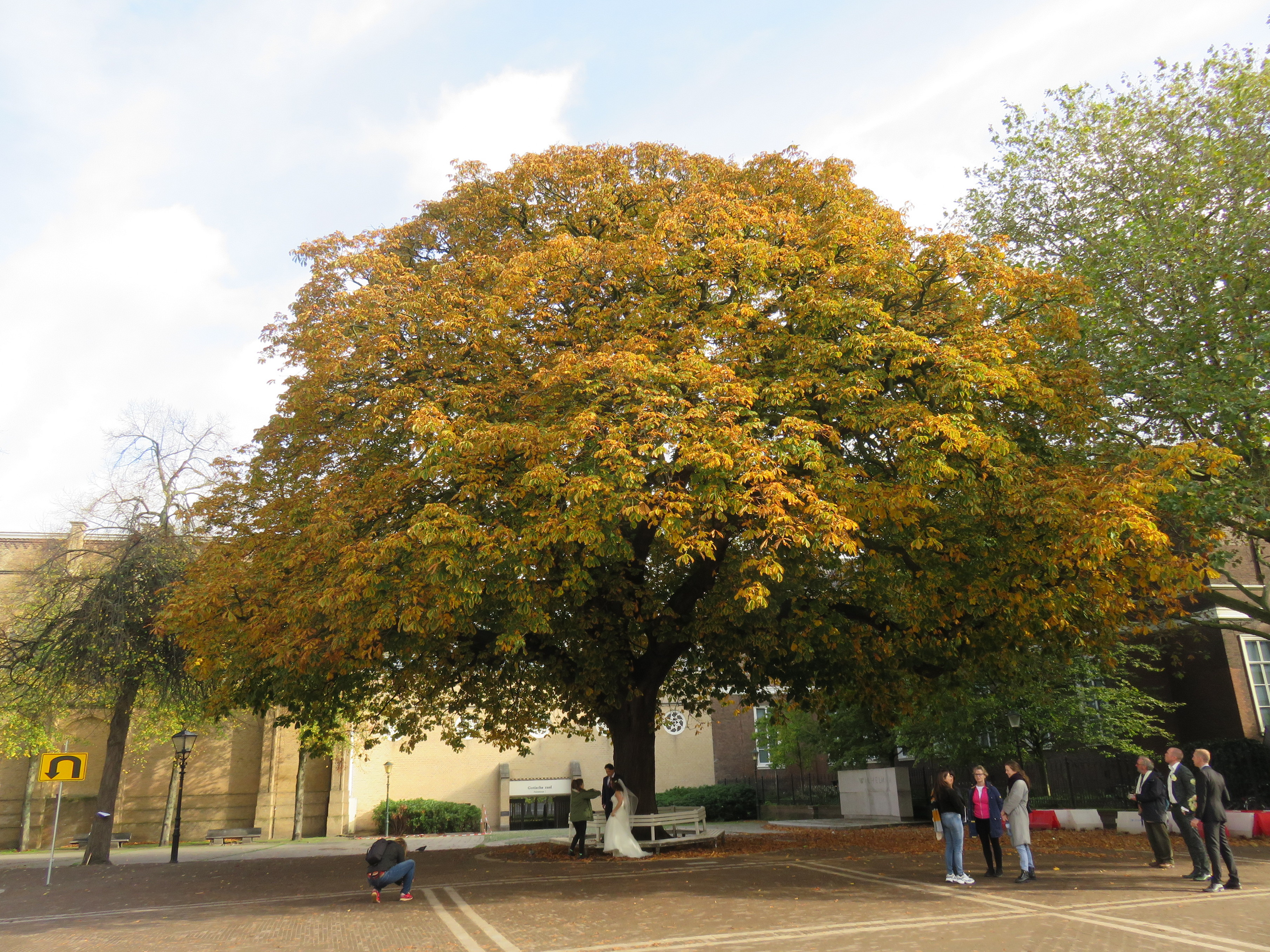
De postzegelboom in herfsttooi, 2019

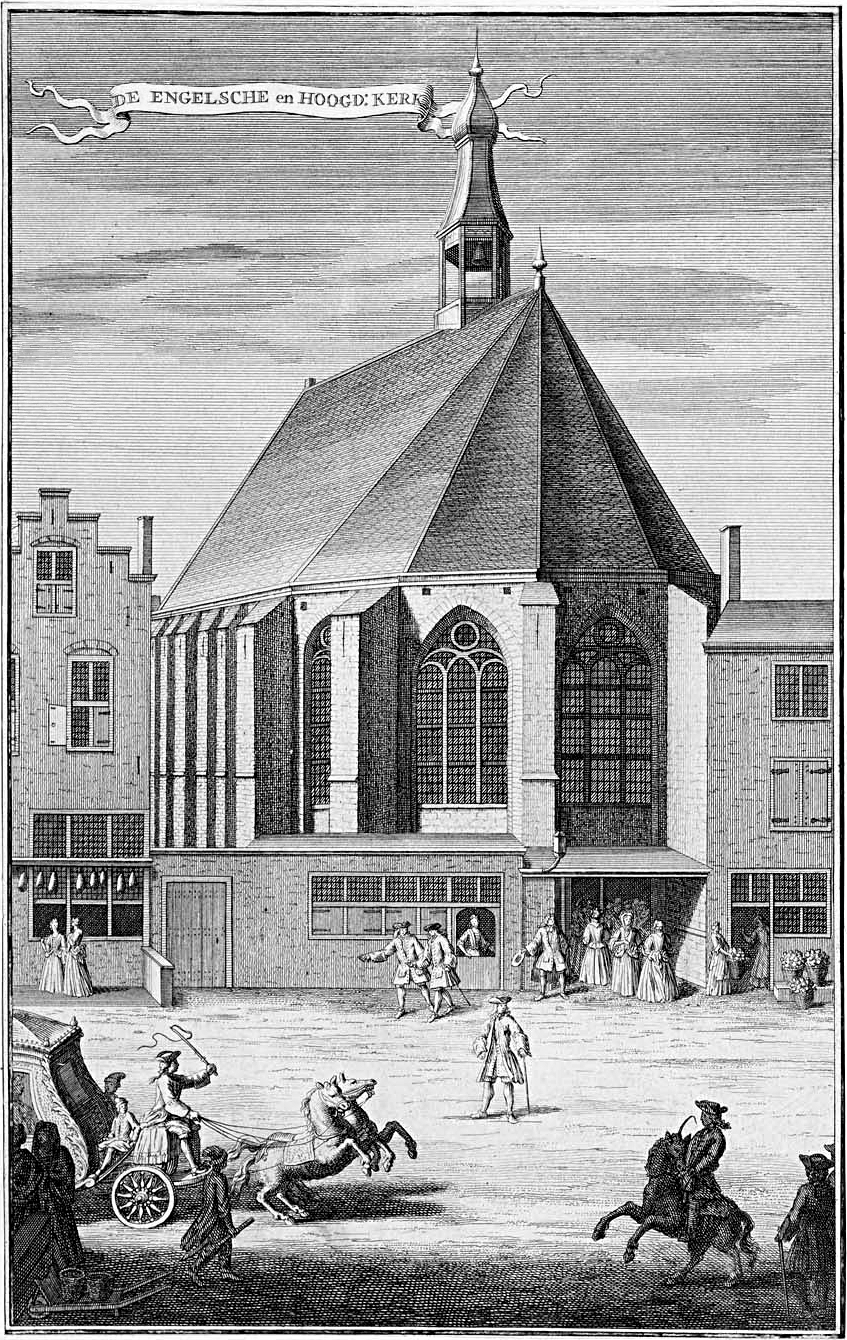
De voormalige Engelse en Hoogduitse Kerk in Den Haag, destijds gelegen aan het Noordeinde tussen de Plaats en de Hartogstraat. De Anglicaanse Kerk verbood lange tijd de Engelse inwoners van Den Haag om ter kerke gaan in andere kerken.

Sinds het midden van de negentiende eeuw is het Noordeinde niet erg veranderd. De straat is niet erg breed, alleen voor het paleis is wat meer ruimte. Honderd meter van het paleis verwijderd, bij de t-splitsing met de Molenstraat, staat de Waalse kerk, die in 1808 werd gebouwd nadat koning Lodewijk Napoleon de Hofkapel op het Binnenhof had opgeëist voor katholieke diensten, en de Waals-Hervormde gemeente een andere kerk moest zoeken.

## Postzegelboom
De galerij werd echter in 1882 alweer afgebroken, omdat er instortingsgevaar dreigde. Er ontstond een grote lege plek. Het ruiterbeeld werd naar achteren geplaatst om het verkeer minder te hinderen, en er werd een kastanjeboom geplant die nu bekendstaat als de 'Postzegelboom'. De boom stamt dus uit ongeveer 1883. Hij is beroemd geworden omdat postzegelverzamelaars zich onder deze boom verzamelen om postzegels te ruilen, kopen of verkopen. In 1990 heeft de PTT de boom laten restaureren door een boomchirurg. Achter de postzegelboom staat een groot bronzen standbeeld dat koningin Wilhelmina in een kenmerkende houding weergeeft, gemaakt door Charlotte van Pallandt in 1968.

## Winkelstraat
Het Noordeinde is een winkelstraat met veel allure. Aan het einde, bij het Scheveningse Veer, ligt een herberg uit 1592, nu de 'Prins Taveerne', maar vroeger 'De Groene Valck' en 'De Kleine Witte' geheten.
Er zijn kunst- en antiekzaken, boetieks, juweliers en restaurants; enkele zijn hofleverancier.
Bekende oudere winkels/panden
- nummer 19: Gerard C. Reeser & Zoon, in goud- en zilverwerken. In 1915 stonden zij reeds in het telefoonboek vermeld.
- nummer 23a: P.L. Warnars, interieurs, werd in 1874 op de hoek van het Noordeinde en de Oranjestraat gevestigd, verhuisde later naar de overkant en was sinds de vijftiger jaren gehuisvest op nummer 23a. Gesloten in 2012.
- nummer 39: Bookstor (sinds 2015), gebouwd in 1883 als Modemagazijn. Van 1922 - 1983 was hier Boekhandel L.J.C. Boucher gevestigd, daarna Jongbloed Juridische Boekhandel. Het winkelinterieur van het modemagazijn en Boucher zijn grotendeels bewaard gebleven. Door innovaties in de bouw (moerbinten) konden de smalle etalages in 1921 worden vervangen door - zeker voor die tijd - enorme etalageruiten.[1]
- nummer 44-46: Banketbakker Krul, tevens filialen in Zoutmanstraat 8a, Javastraat 7, Frederik Hendriklaan 79 en Kurhausgalerij, gesloten in 1970
- nummer 58: Backers & Zoon Juweliers, specialist in het maken van zegelringen
- nummer 62: Beeuwkes Coutures, 1926-2007
- nummer 64: De Rijnstroom (1923). Voormalig sigarenhandel Hajenius, die is nog gevestigd gevestigd in het zusterpand met dezelfde naam en stijl op het Rokin in Amsterdam.
- nummer 92: Tesselschade-Arbeid Adelt, babykleding
- nummers 138-140: Woonhuis van François Fagel (1659-1746) met in de tuin de Koepel van Fagel uit 1701
- nummer 154: Rippen & Rijken, pianowinkel, eind 2003 gesloten
- nummer 164: voormalig S. van Leeuwen Antiquairs (van 1918-2018), van 1717-1752 het woonhuis van architect Daniël Marot. Zijn salon en tuinkamer zijn bewaard gebleven, en rond 1820 voorzien van een Empire-interieur en marmeren schouw. Verder heeft het oude keuken uit de 17e eeuw en er is een tegelvloer met Delfts blauwe plinttegels uit rond 1650. Er lijkt nog een origineel plafond van Marot bewaard gebleven. De jugendstil-gevel werd in 1914 toegevoegd en wordt door de gemeente gezien als het voorbeeld van deze stijl in het centrum van Den Haag. In de tuin staat de dikste boom van Den Haag met een stamomtrek van ruim 5 meter, een 200-jarige purperbeuk. Louis Couperus was bevriend met Van Leeuwen, schreef in deze tuin, en beschreef de tuin in zijn feuilletons.
- nummer 165: Prins Taveerne

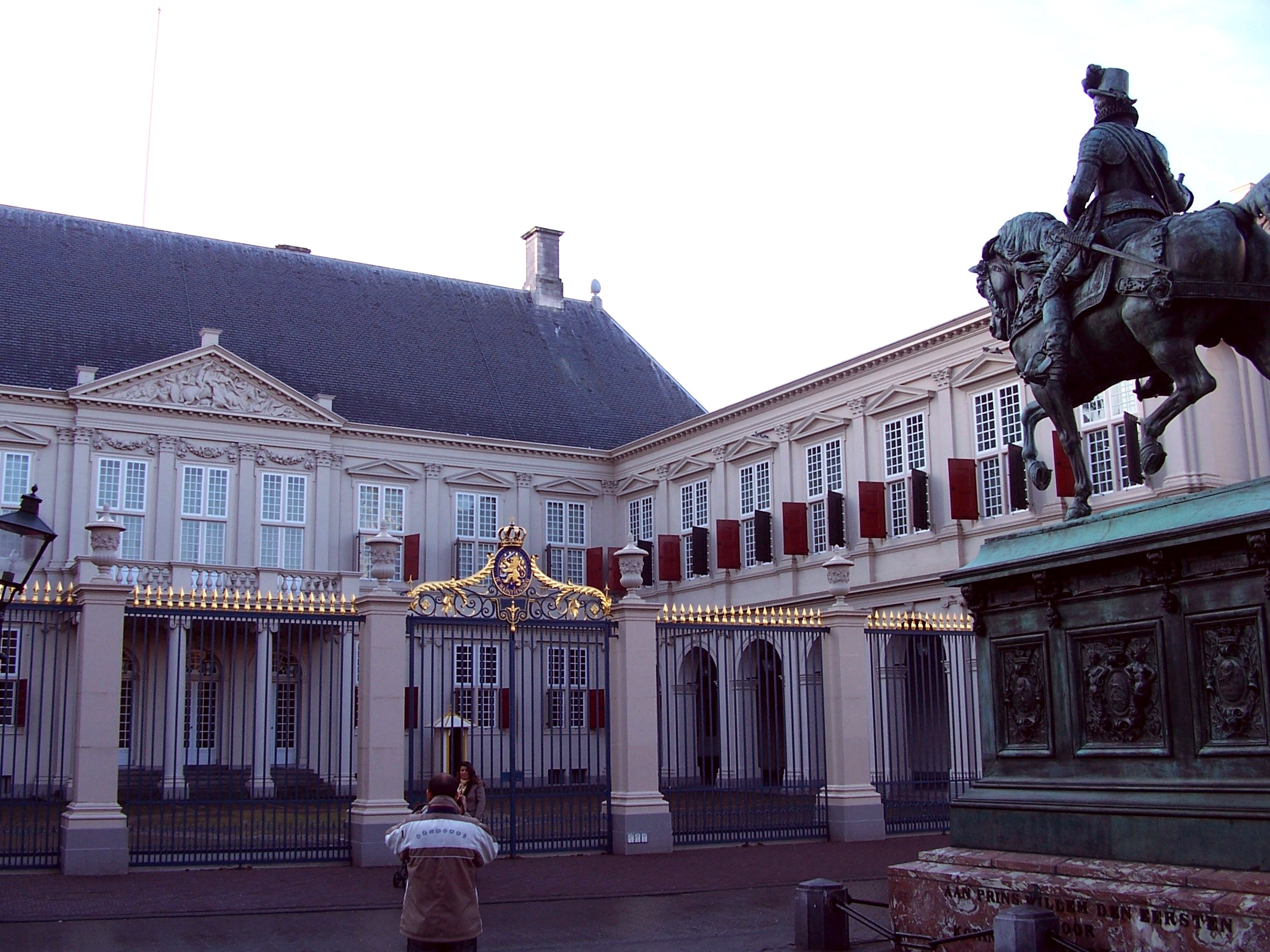
Paleis Noordeinde
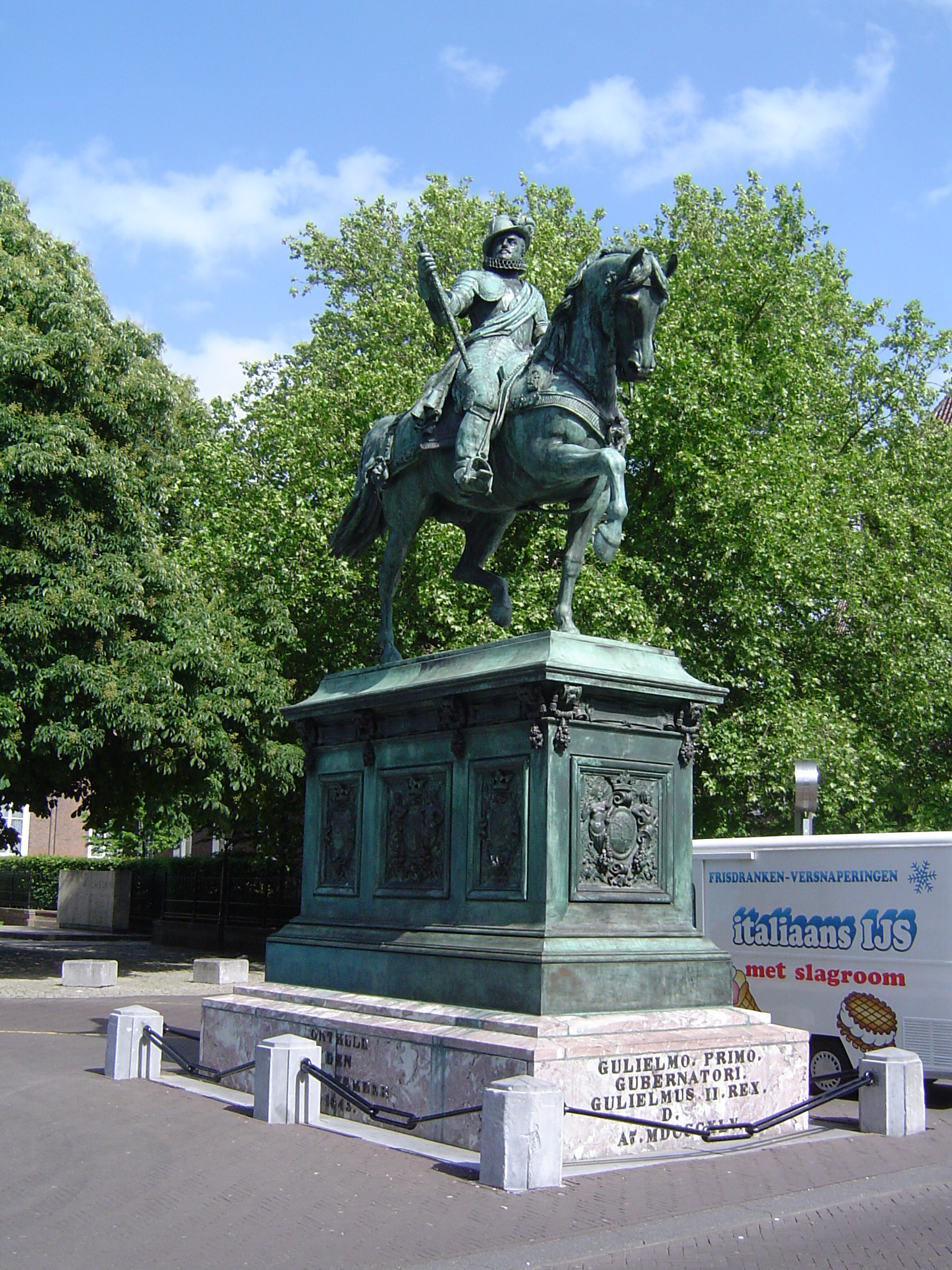
Ruiterstandbeeld Willem van Oranje
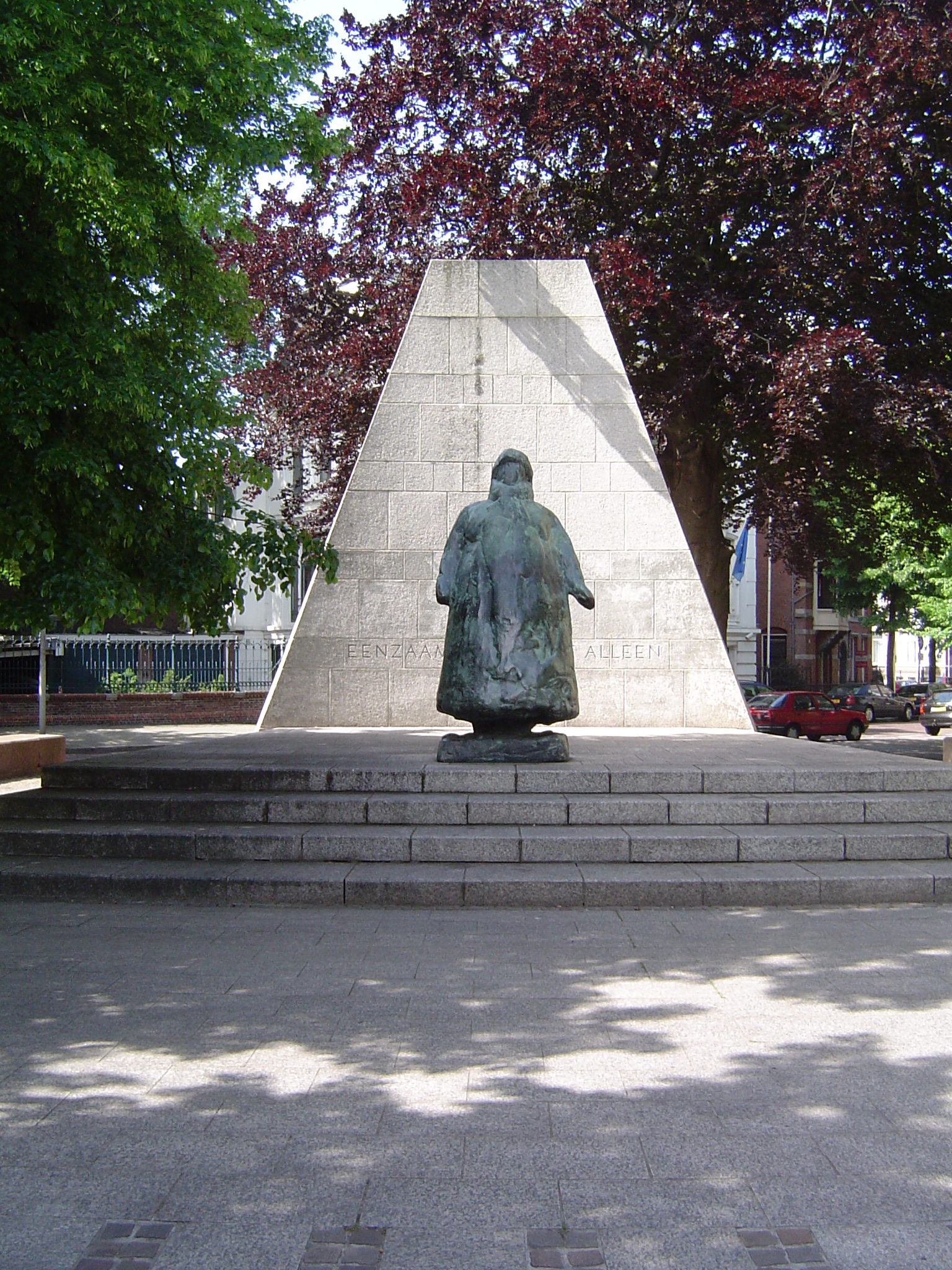
Koningin Wilhelmina door Charlotte van Pallandt (1989)
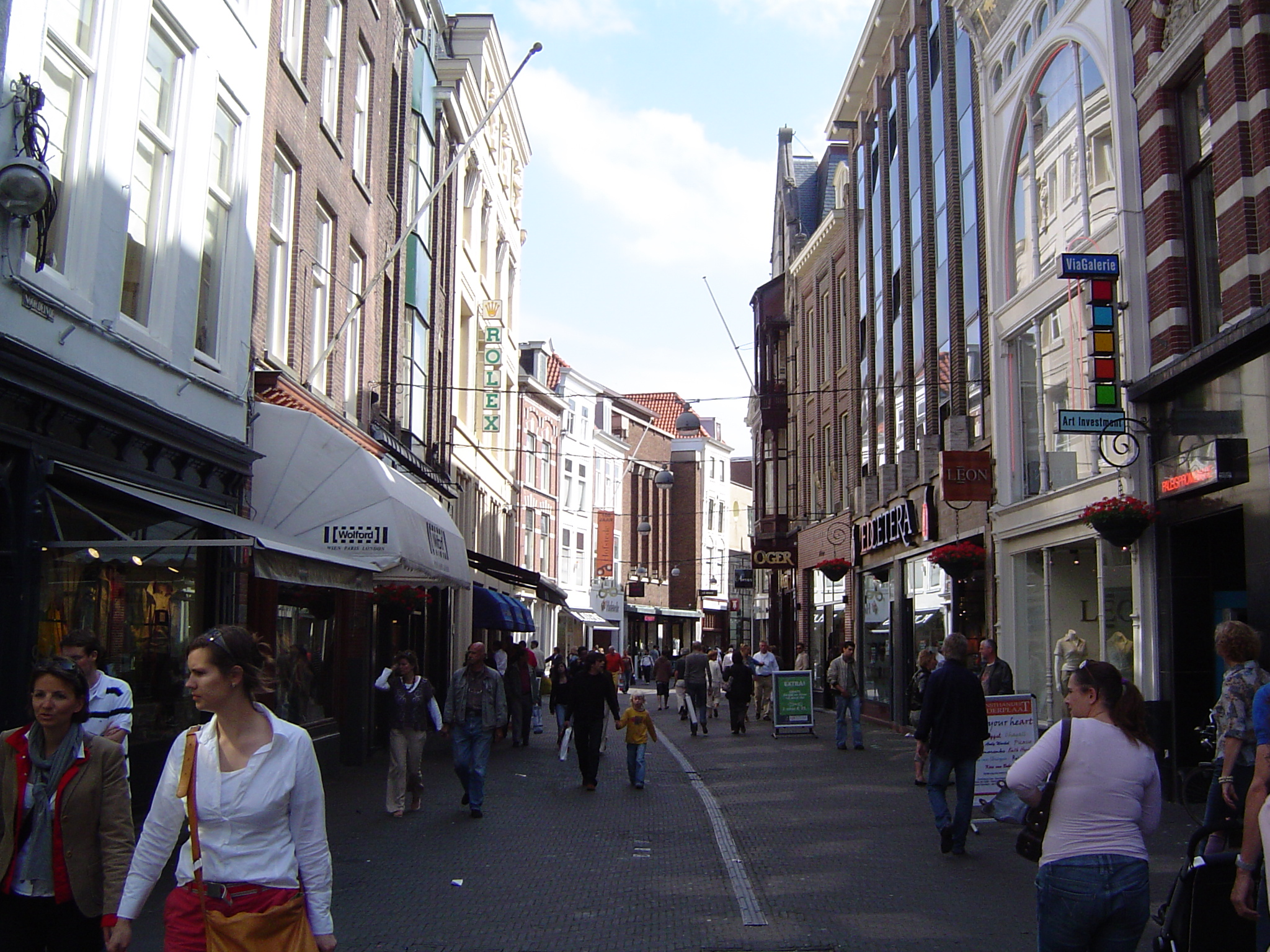
Winkelstraat